# 宁南县
宁南县是中国四川省凉山彝族自治州所辖的一个县。总面积1667平方公里，2020年11月1日常住人口184293人（第七次人口普查）。

## 行政区划
宁南县下辖13个镇：
松新镇、竹寿镇、华弹镇、白鹤滩镇、西瑶镇、大同镇、骑骡沟镇、跑马镇、幸福镇、石梨镇、六铁镇、宁远镇和俱乐镇。